# TEE Ligure
Le Ligure est un train de type Trans-Europ-Express ou TEE qui relia de 1957 à 1982 le sud de la France (Marseille, puis Avignon) aux villes italiennes de Gênes et de Milan.

## Mise en service
La nécessité de mettre en circulation un train rapide, offrant de bonnes prestations aux voyageurs, entre le sud de la France et les grandes villes du nord de l'Italie, fut mise en évidence dès le milieu des années 1950. Les services voyageurs entre Marseille d'une part, Gênes et Milan d'autre part, s'avèraient très lents; ainsi, il fallait 8 h 30 pour parcourir les 408 km séparant Marseille et Gênes, 11 h 30 pour parvenir jusqu'à Milan, distant de 549 km. Chambres de commerce et d'industrie et professionnels du tourisme regrettaient cet état de fait et demandèrent une amélioration des services aux administrations de la SNCF et des FS. 

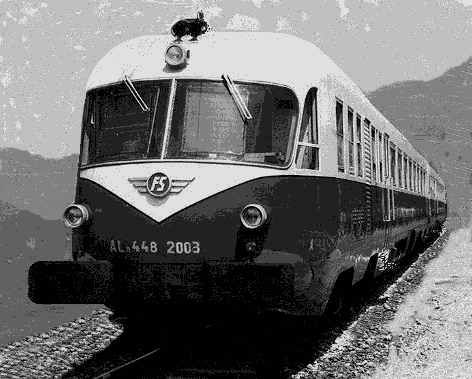
Une automotrice Breda ALn 442-448 qui assura le service du Ligure entre 1957 et 1972

Le 12 août 1957 fut mis en service, dans le cadre des trains TEE, le Ligure qui assurait une liaison de journée entre Milan, Gênes et Marseille grâce à une rame automotrice diesel italienne de type ALn 442-448 construite par Breda. L'amélioration des temps de parcours était particulièrement importante car les voyageurs gagnaient, dans le sens de circulation Italie-France, 3 h 20 entre le grand port ligure et la cité phocéenne, 4 h 30 entre cette dernière et la capitale lombarde, un peu moins dans le sens France-Italie. Sous les numéros TEE 151-156 en France, TEE 595/596 - 593/594 en Italie, le train quittait Milan à 6 h 25 et arrivait à Marseille à 13 h 25 (soit 7 heures à la vitesse moyenne de 78,5 km/h dans le sens pair). Le retour (sens impair) s'effectuait en soirée, le Ligure partait de la gare Saint-Charles à 16 h 45 et parvenait à Milan à 0 h 05 (le temps de parcours était donc de 7 h 20 et la moyenne s'élevait seulement à 74,5 km/h).

## Exploitation
La liaison, assurée par une seule automotrice bi-caisse, remporta immédiatement un grand succès, surtout chez les Milanias et Génois qui appréciaient cette desserte plus rapide de la Riviera italienne et de la Côte d'Azur française. L'été, dès le début des années 1960, vit l'obligation de mettre en circulation des rames doubles. Ces renforcements devinrent, à partir de 1965, la règle durant les mois de juillet et d'août, puis de la mi-juin à la mi-septembre en 1966; la rame supplémentaire n'accomplissant pas tout le trajet mais seulement le parcours Milan-Nice. Cette rame (TEE 603) disposant d'un retour indépendant jusqu'à Milan. 

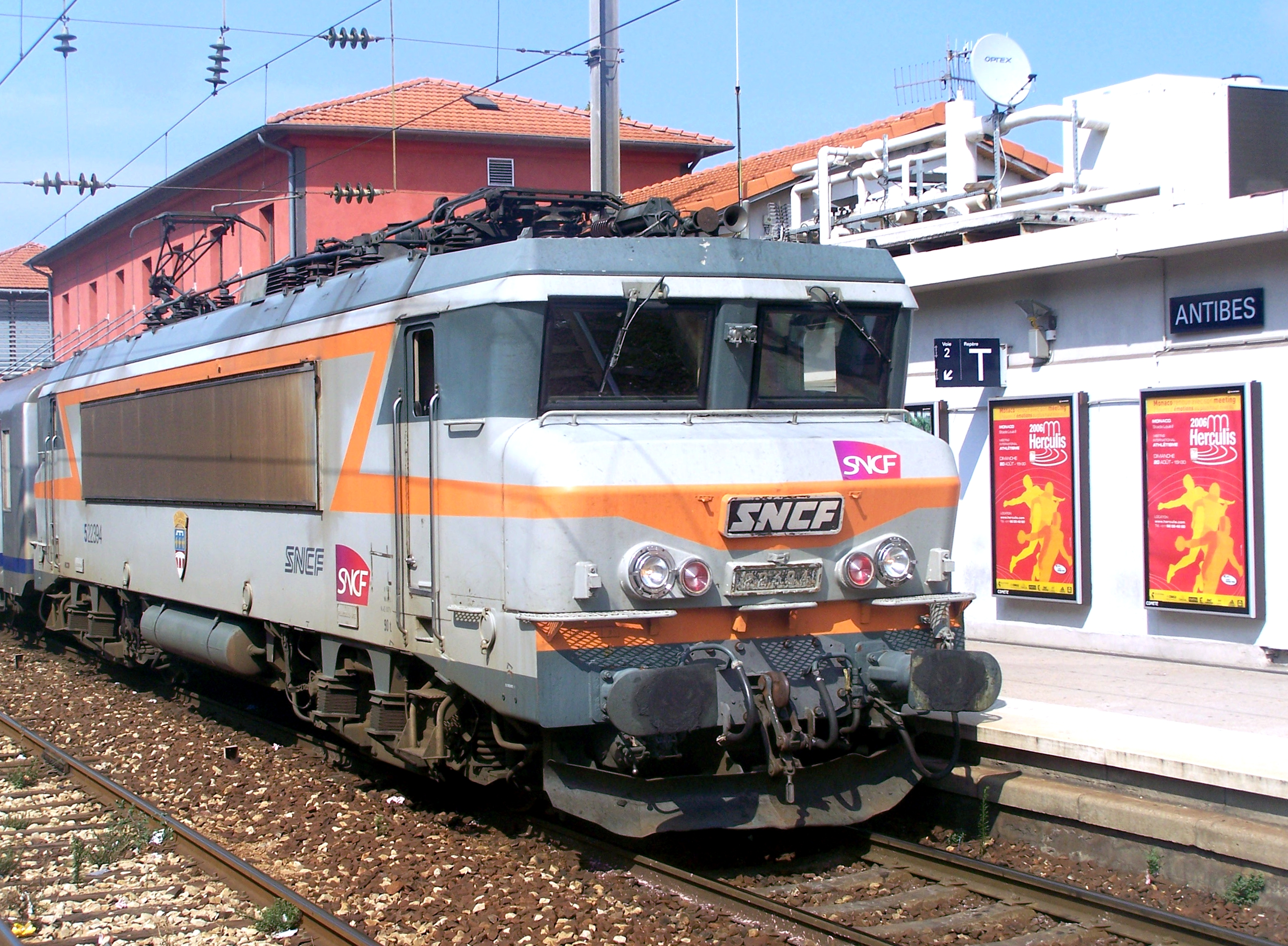
Une BB 22 200 qui assura la traction du TEE Ligure à partir de 1977

En 1969, avec l'entrée de la RENFE dans le réseau européen des TEE et la mise en service du Catalan-Talgo entre Barcelone et Genève et la volonté d'un maillage européen de ces trains d'exception, le terminus français du Ligure (numéroté TEE 27-28 depuis 1967) fut repoussé à Avignon. Ainsi, à partir de l'été 1969, de nouveaux horaires furent mis en place. Le Ligure partait de Milan à 7 h 55 (désormais 6 h 55 à l'heure française), arrivait à Marseille à 13 h 40 et parvenait à Avignon à 14 h 48, assurant des correspondances à destination de Genève et Barcelone, après un parcours total de 670 km. Le train repartait de l'ancienne cité papale à 15 h 25, desservait Marseille accomplissant le trajet entre cette dernière et Milan en 6 h 46 seulement (départ 16 h 34, arrivée 23 h 20, heure française, soit une moyenne de 81,4 km/h). Si le trajet du TEE ne changea plus, ce fut le mode de traction qui fut bouleversé pour le service d'hiver 1972 (le Ligure avait adopté la numérotation 47-46 en France, 47/48 - 45/46 en Italie en 1971 et la garda jusqu'à sa disparition). Les automotrices diesel furent abandonnées au profit de la traction électrique. Le Ligure fut désormais assuré par des rames tractées de 5 voitures TEE des FS, des locomotives BB 25200 de la SNCF et E 444 Tartaruga des FS assurant le rôle d'engins moteurs sur leurs réseaux respectifs. La traction électrique apporta immédiatement une accélération notable de la moyenne commerciale sur les voies SNCF, de 18 à 22 minutes selon le sens de circulation, entre Vintimille et Avignon (la moyenne atteignant 102,2 km/h); il fallut, en revanche attendre 1977 pour gagner 12 minutes sur la portion italienne. Ce fut le dernier changement notable avec, toujours la même année, la mise en service pour la traction, du côté français, des nouvelles BB 22200. Moins fréquenté par une clientèle ayant adopté d'autres modes de transport, voyant ses performances horaires se dégrader, le TEE Ligure fut supprimé le 23 mai 1982 et remplacé par un train Intercity (IC) à deux classes.

## Parcours
| PK  | Gare          | Horaires (A/D)    | Moyenne (km/h) |
| --- | ------------- | ----------------- | -------------- |
| 0   | Milan         | 6 h 25            | 0              |
| 141 | Gênes         | 8 h 10 / 8 h 15   | 80,6           |
| 183 | Savone        | 8 h 54 / 8 h 55   | 64,6           |
| 253 | Imperia Porto | 9 h 51 / 9 h 52   | 75             |
| 276 | Sanremo       | 10 h 13 / 10 h 14 | 65,7           |
| 290 | Vintimille    | 10 h 30 / 10 h 35 | 52,5           |
| 309 | Monaco        | 10 h 52 / 10 h 53 | 67             |
| 325 | Nice          | 11 h 05 / 11 h 07 | 80,5           |
| 345 | Antibes       | 11 h 19 / 11 h 20 | 99,5           |
| 356 | Cannes        | 11 h 28 / 11 h 30 | 82,5           |
| 389 | Saint-Raphaël | 11 h 50 / 11 h 51 | 99             |
| 483 | Toulon        | 12 h 43 / 12 h 44 | 108,5          |
| 549 | Marseille     | 13 h 25           | 96,9           |